# Hepialus adriaticus
Hepialus adriaticus är en fjärilsart som beskrevs av Ludwig Osthelder 1931. Hepialus adriaticus ingår i släktet Hepialus och familjen rotfjärilar. Inga underarter finns listade i Catalogue of Life.